# 小行星6164
小行星6164（6164 Gerhardmüller）是一颗绕太阳运转的小行星，为主小行星带小行星。该小行星于1977年9月9日发现。

## 轨道参数
小行星6164的轨道半长轴为2.2459385 UA，离心率为0.194。